# ファビアン・ハートナー
ファビアン・ハートナー（Fabian Hertner、1985年2月24日 - ）はスイスのオリエンテーリング選手。

## 実績

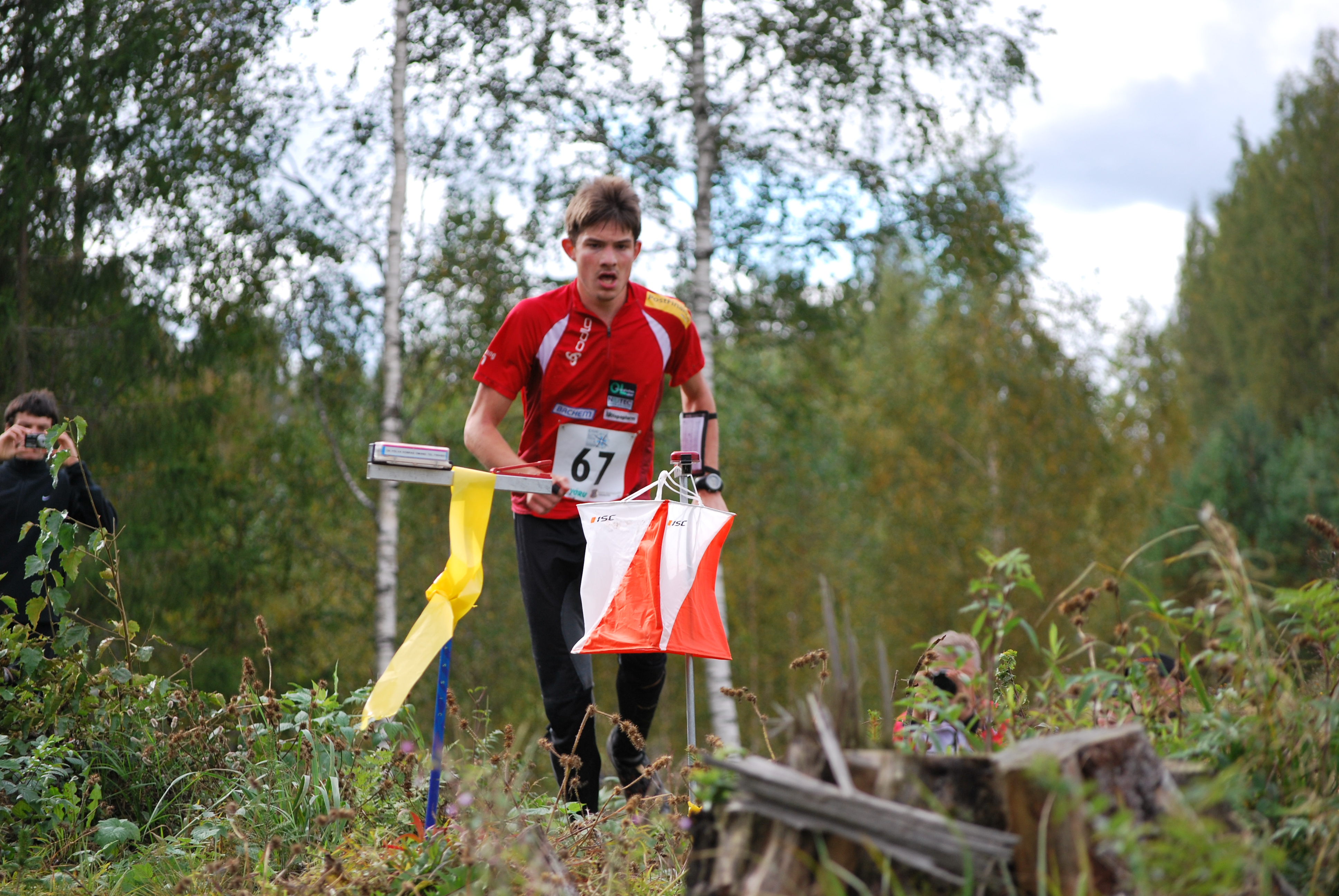
WOC2009にて

### ジュニア時代
ジュニア世界選手権（JWOC）へは2003年にエストニアで開催された際に初出場、ミドル競技で33位、ロング競技で66位の成績を残した。翌年はリレー競技で銅メダルを獲得するものの、ロング競技では7位とあと一歩のところで入賞を逃してしまう。そして2005年、自身最後のチャンスとなる地元スイス開催のJWOCでリレー競技は4位となってしまい連続でのメダル獲得はならなかったが、ミドル競技で優勝、金メダルを獲得した。

### シニア時代
2006年から国際大会への出場をはじめ、2009年の世界選手権（WOC)のスプリント競技で銀メダルを獲得すると、2010年の世界選手権でもやはりスプリント競技で銀メダルを獲得、ヨーロッパ選手権（EOC）ではスプリント競技とリレー競技で優勝する2冠を達成、ロング競技でも銅メダルと大活躍を見せた。

## その他
- ヴィンタートゥール在住。
- ティエリー・ジョルジュも所属するフィンランドのKalevan Rastiに所属しており、またスイス国内ではOLV Basellandで活動している。